# Heroes of Might and Magic V: Hammers of Fate
«Герои Меча и Магии V: Владыки Севера» (в английском издании: Heroes of Might and Magic V: Hammers of Fate, букв. перевод — «Молоты Судьбы») — первое дополнение к игре Герои Меча и Магии V. Игра была выпущена в ноябре 2006 г.

## Добавлено
- Генератор случайных карт
- Режим псевдоодновременных ходов
- Новые нейтральные монстры
- 10 новых объектов на карте
- 14 новых артефактов
- Три новых кампании
- Новые карты
- Караваны для подвоза подкреплений (как в Heroes of Might and Magic IV)
- Новая раса — Гномы

### Северные кланы (Fortress)
Кланы гномов, живущие к северу от Империи Грифона. Гномы — крепкие воины, обладающие повышенной защитой. Кроме того, они владеют особой рунной магией, которая изучается героями в отдельной постройке — Школе Рун. В отличие от обычных заклинаний, руны используются не героем, а отрядами его армии. Перед каждым ходом отряда есть возможность использовать одну или несколько рун, потратив при этом определённое количество ресурсов; каждую руну можно использовать только один раз за всю битву для каждого отряда, но специальные навыки позволяют повторное использование. Обычно эффект руны длится 1 ход.
Уникальными постройками замка Северных кланов являются сторожевая башня, при осаде города добавляющая в его гарнизон дополнительный отряд воителей, и «магические скрепы», делающие оборонительные сооружения города прочнее.

## Сюжет
Дополнение продолжает сюжетную линию, начавшуюся в оригинальной игре. Когда закончилась война с демонами, многие в Империи Грифона заметили, что королева Изабель вернулась из адского царства Шио совершенно другой — жестокой и безжалостной. Возмущение лордов Империи достигло предела, когда Изабель причислила себя к лику Святых и организовала новую Красную Церковь; поскольку они не простили ей тяготы войны с демонами и захват власти некромантами, организовалась армия мятежников и началась гражданская война. На протяжении трёх кампаний в эту войну врываются бывшие союзники Империи — гномы из горного царства Гримхейм, а среди не так давно объединённых кланов подземелья Игг-Шайл снова возникают распри. После сюжет продолжается в Герои 5: Повелители Орды.

### Кампании

#### Дилемма Фриды
Королева Изабель организовывает инквизиционную армию, которой командуют Фрида, жестокий рыцарь Ласло и презираемый в Империи недавно назначенный архиепископ новой церкви — Аларик. Фрида решает устроить переговоры со своим дядей Колдуэллом и архиепископом Рэнделлом, которые укрылись в землях Ироллана, уведя с собой принца Андриаса — племянника покойного короля Николаса и равноправного наследника на трон Империи Грифона. Но из-за грубого вмешательства Ласло и Аларика конфликт не разрешается мирно, и мятежники уходят в свои лагеря, готовясь к битве.
Фрида, Ласло и Аларик приходят на земли эльфов, где сталкиваются с войсками Ироллана, защищающими мятежников; в ответ на это королева Изабель посылает им подкрепления из новых воинов Красной Церкви. После расправы над лагерями Колдуэлла и Рэндалла Фрида узнаёт, что принца Андриаса отправили к другому командующему армией мятежников — герцогу Дункану. Придя в Герцогство Оленя, которым правит Дункан, Фрида видит, как фермерские крестьяне в нём раз за разом обращаются в демонов. Опираясь на это, Ласло и Аларик безжалостно сжигают все крестьянские дома на своём пути, хотя Фрида остаётся в непонимании, как после недавно окончившейся войны демоны так скоро вновь появились на землях Империи. Фрида начинает открыто выражать сомнения в инквизиции Изабель, чем навлекает на себя гнев самой королевы, которая за подобные сомнения бросает её отца, Годрика, в тюрьму и грозит его казнью при неповиновении самой Фриды.
Когда столица Герцогства Оленя — город Хорнкрест — захвачена, выясняется, что принц Андриас вновь был перевезён, на этот раз под охрану давних союзников Империи Грифона — гномов из горного королевства Гримхейм. Ласло и Аларик были готовы убить Дункана, но Фрида не видела в нём плохого человека и приказала просто отвести его в тюрьму.
Инквизиция прибывает на границу Империи и Гримхейма и Фрида отправляется на переговоры с Вульфстеном — вождём пограничного клана гномов и давним другом Дункана. Узнав о том, что Дункан пленён, Вульфстен возмущается действиями Изабель и как раз в этот момент его город Тор Хралл атакует Ласло, в нарушение приказов последовавший за Фридой на земли гномов. После этого Вульфстен отказывается от переговоров с Фридой и велит ей немедленно уходить.
Однако Фрида не возвращается к армии Изабель, а окончательно отрекается от служения ей и переходит на сторону мятежников. Первым делом она спешит достичь их земель в своём родном Герцогстве Единорога, однако за ней гонится охотничье войско гнома Рольфа — сводного брата Вульфстена, который не собирается прощать предательство Империи.
В ходе побега Фрида спускается в подземелье. Там чернокнижник — новый вождь клана Суровых Сердец по имени Тралсай — затевает месть Раилагу, которому некогда был вынужден подчиниться. Внезапно появляется бывшая союзница Раилага Шадия и обещает помочь Тралсаю в исполнении его плана.
Уходя от погони Рольфа через земли гномов, Фрида наконец попадает на территорию, контролируемую повстанцами. Однако мятежники помнят Фриду как своего врага и настроены против неё, а единственный человек, который может их переубедить — Дункан — пленен и ожидает отправки в столицу Империи. Захватив часть земель, она набирает войско и освобождает пленённого предводителя повстанцев, таким образом окончательно примыкая к мятежу. Обеспокоенная тем, что вести об её предательстве очень скоро достигнут королевы Изабель, которая все ещё держит Годрика в темнице, Фрида захватывает прибрежный город Империи Грифонов, строит флот и отправляется в столицу, чтобы освободить отца. Дункан же остается, дабы призвать как можно больше людей сражаться против Изабель.

#### Вызов Вульфстена
Под предводительством Ласло армия Империи Грифона вступила в Гримхейм и между ними началась война. Гном Вульфстен, как вождь пограничного гномьего клана, хочет до последнего сдерживать границы, однако его сводный брат Рольф считает, что нужно просто отдать принца Андриаса людям. Вульфстен отказывается, завязав с ним спор, и Рольф уходит высказать свои мнения королю гномов Толгару и верховному жрецу Хангвулу. Вульфстен же во имя чести стремится защитить свои земли и освободить города других кланов.
Первым делом он набирает войско, одновременно пытаясь удержать подконтрольные ему города от постоянно вторгающихся солдат Империи Грифона. Когда на стороне Вульфстена оказывается достаточное количество воинов, а нападения отбиты, он отправляется в тыл врага, дабы отвлечь часть основных сил на себя. Освободив один из городов гномов, а также несколько жилищ за его пределами, Вульфстен обращает внимание Империи Грифона и успешно отбивает посланную армию. В то же время Рольф разбивает защитников, которые охраняли Андриаса.
Тем временем Рольф рассказывает королю Толгару и жрецу Хангвулу, что война с дружественным государством началась по той причине, что Вульфстен удерживает юного принца Андриаса. В этот же момент появляется фантом Изабель, утверждающей, что кровопролитие можно закончить при условии, что принц Андриас будет передан Империи. Особенно это актуально при назревающей смуте в подземном королевстве Игг-Шайл, и гномам следовало бы обратить свой взор туда, нежели тратить время на бессмысленную войну с давними союзниками. Толгар соглашается с этим заявлением, объявляет Вульфстена предателем и начинает готовить войска для войны с темными эльфами.
Вульфстен продолжает борьбу с захватчиками. Освободив одного из военачальников Гримхейма, он помогает ему покинуть эти земли, в то время как внезапно неподалёку проходит войско Фриды и по пути захватывает город, принадлежащий освобожденному герою. Вульфстен помогает ему бежать, сам же отправляется на север и возвращает ещё один город, занятый войсками инквизиции. Следующий шаг — отрезать сражающихся на фронте людей от поставок золота. Дождавшись, пока неподалёку пройдет караван, Вульфстен нападает на него и успешно ликвидирует. Однако сразу после битвы прибывает гонец из столицы о объявляет о готовящейся войне с Игг-Шайлом и о признании Вульфстена предателем. Тот понимает, что за этим стоят Рольф и Хангвул, прибывший же воин призывает всех присутствующих гномов отречься от Вульфстена и схватить его, но те остаются верны своему лидеру, и гонец уходит ни с чем.
Несмотря на договоренность между Империей Грифонов и Гримхеймом, часть территории гномов все ещё оккупирована. Вульфстену удалось отбросить большую часть сил людей в Герцогство Оленя, однако чтобы прикрыть отход Ласло, в родном городе Вульфстена, Тор Хралле, был оставлен мощный гарнизон. Вождь гномов хочет отбить родной город, дабы очистить родные земли от захватчиков, объединить королевство и доказать королю Толгару свою верность Гримхейму. Войско Вульфстена истощено многочисленными битвами, а объявление вне закона вынуждает пополнять армию лишь теми, кому можно доверять. Более того, путь к Тор Храллу преграждает Рольф со своим отрядом. Вульфстен вступает с ним в битву, побеждает и заставляет бежать. Один из воинов Рольфа переходит на сторону его брата и сообщает, что Дункан, давний приятель Вульфстена, был освобожден. Вождь набирает войско из разбросанных по здешним землям отрядов гномов, отыскивает лидера мятежников и вместе они отбивают Тор Хралл у имперцев.
После захвата Тор Хралла Дункан говорит, что они с Вульфстеном должны отвлечь Ласло и его силы на себя, чтобы Фрида смогла свободно вызволить своего отца из тюрьмы. Но Фрида приходит в его темницу слишком поздно — гонец от Ласло успел достигнуть Годрика раньше её и рыцарь умирает на руках у дочери. Однако, в этот самый момент ангелы преподносят Фриде Дар Эльрата, с помощью которого та одним выкриком имени уничтожает Ласло, находящегося в тот момент в бою с объединёнными силами Вульфстена и Дункана, что заставляет их считать саму Фриду погибшей. Одержав победу над войсками Ласло, Вульфстен и Дункан без труда освобождают Хорнкрест.

#### Задание Илайи
Покинувший объединённые кланы подземного царства Игг-Шайл вождь Раилаг так и не вернулся после вызволения Изабель из Шио. Это вызвало беспокойство среди тёмных эльфов, как и начавшаяся война на севере Асхана. Новый вождь клана Суровых Сердец по имени Тралсай, который был вынужден подчиниться Раилагу, при этом больше всех ненавидя его, решает восстановить в подземельях свой порядок. К тому же, появившаяся из ниоткуда бывшая помощница Раилага Шадия желает способствовать ему в этом.
Илайя, Хранительница Закона клана Заклеймённых Тенью и советница Раилага, предугадывает возникновение нового хаоса и войн среди вождей Игг-Шайла и обращается за помощью к дочери Дракона Тьмы Малсары. Та говорит, что клан Суровых Сердец больше не поклоняется ей и велит Илайе узнать, кто стал их новым идолом.
Прибыв во владения Суровых Сердец, Илайя узнаёт о проведении Тралсаем некоего ритуала посредством жертвоприношений незащищённых крестьян на границе Империи Грифона. Илайя проникает ещё глубже в земли врага и становится свидетелем разговора Тралсая и Шадии, из которого понимает, что Суровые Сердца снова установили связь с демонами и поклоняются теперь Дракону Хаоса — Ургашу. В это же время король гномов Толгар повёл свою армию в пещеры тёмных эльфов, что послужило началом войны Гримхейма и Игг-Шайла.
Илайя спешит в родные земли Заклеймённых Тенью, чтобы взять совета у дочери Малсары, но по её словам, Дракон Тьмы не смогла стерпеть обряды Тралсая и заставила всех драконов подземелий отвернуться от своих кланов. Поэтому она велит Илайе найти Раилага, чтобы он вновь смог возглавить Игг-Шайл. Преодолев охваченные битвами северные пещеры , Илайя обнаруживает Раилага в скрытой пещере в обществе настоящей королевы Изабель. Выслушав рассказ своей Хранительницы Закона, Раилаг догадывается, что суккуб Биара скрывается не только под личиной Шадии, но и под видом занимающей на данный момент трон Лжеизабель.
Благодаря мастерству Раилага и Илайи, вновь привёдшей драконов, войско Тралсая терпит поражение. Для героев остаётся решить проблему с гражданской войной в Империи Грифона и Гримхейме, но Раилаг покидает их, чтобы решить проблему с Мессией Зла, сыном Изабель и Властелина Демонов. Илайя, в то время, сопровождает Изабель в осаждённый город Хорнкрест, чтобы помочь мятежникам и встречается с Дунканом, Вульфстеном и Фридой, которая признаёт истинную Изабель. Все пятеро героев направляются в гномий город Тор Хралл, где их ожидал со своей армией король Толгар. По пути они с удивлением узнают, что многочисленная армия Красной Церкви во главе с архиепископом Алариком отступает.
После захвата Тор Хралла и смерти короля Толгара герои решают и дальше держаться вместе, чтобы общими усилиями освободить как можно больше герцогств в Империи Грифона, уничтожить сектантов и свергнуть Биару. В это время Раилаг вновь встречается с духом друида Тиеру, который для решения проблемы с Мессией Зла направляет его на Восток, где скрываются демонопоклонники, и тот отправляется в Вольные города.
Биара в обличии королевы Изабель остаётся довольна, как выяснилось, подстроенным ею поражением Толгара и Тралсая, и велит архиепископу Аларику привести принца Андриаса или хотя бы его кровь для одной ей ведомых целей.

## Удалённая сцена
В базе данных игры существует сцена из кампании, повествующая о событиях в конце миссии «Подозрение», которая в финальной версии игры так и не была включена в кампанию.
Пребывая в непонимании насчёт демонов, действий Ласло и появления красных родов войск, Фрида взывает к Эльрату и просит показать истинный расклад дела. В видении она видит, как королева Изабель принимает свой истинный облик — Биары, и получает от Кха-Белеха инструкции: разобщить, ослабить и посеять раздор во всех королевствах Асхана, поскольку, когда его сын, Тёмный Мессия, достигнет двадцатилетия, сам Кха-Белех слишком ослабнет для противостояния им. Также он предупреждает Биару о последствиях для неё, если она его подведёт. Аларик будит Фриду и приглашает на аудиенцию с королевой.

## Отзывы
| Сводный рейтинг       | Сводный рейтинг              |
| Агрегатор             | Оценка                       |
| --------------------- | ---------------------------- |
| GameRankings          | 67,00 %                      |
| Metacritic            | 66/100                       |
| Иноязычные издания    |                              |
| Издание               | Оценка                       |
| 4Players              | 85%                          |
| Eurogamer             | 4/10                         |
| Game Informer         | 8/10                         |
| GameSpot              | 6,4/10                       |
| GameSpy               | [ 9 ]                        |
| Hardcore Gamer        | 3,75/5                       |
| IGN                   | 6,5/10                       |
| Jeuxvideo.com         | 14/20                        |
| PC Gamer (US)         | 62%                          |
| PC Zone               | 69%                          |
| Русскоязычные издания |                              |
| Издание               | Оценка                       |
| «Игромания»           | 8,0/10 (журнал) 4,5/5 (сайт) |